# Italiaanse kunstscholen van de renaissance
Italiaanse kunstscholen van de renaissance met enkele belangrijke meesters: 
Bologna
- Paolo Zoppo, Francesco Raibolini (Francia), Annibale Carracci

Florence
- School van Giotto: Fra Angelico, Andrea Orcagna, Spinello Aretino, Benezzo Gozzoli
- School van Masaccio: Fra Filippo Lippi, Paolo Uccello, Sandro Botticelli, Raffaellino del Garbo, Domenico Ghirlandaio, Michelangelo Buonarroti, Piero della Francesca
- School van Andrea del Verrocchio: Leonardo da Vinci, Fra Bartolommeo, Francesco Botticini, Piero di Cosimo, Perugino

Milaan
- School van Vincenzo Foppa: Bernardino Butinone, Ambrogio Borgognone
- School van Bramante: Bramantino (Bartolomeo Suardi), Gaudenzio Ferrari, Benedetto Briosco

Padua
(o.i.v. Donatello)
- Andrea Mantegna
- School van Leonardo da Vinci: Andrea Solari, Giovanni Antonio Boltraffio, Bernardino Luini, Francesco Melzi, Bernardino de Conti

Rome
- School van Rafaël: Francesco Primaticcio, Giovan Francesco Penni

Siena
- Sienese school: Duccio di Buoninsegna, Simone Martini, Jacopo della Quercia

Umbrië
- Piero della Francesca, Gentile da Fabriano, Luca Signorelli

Venetië
- Venetiaanse school: Giovanni Bellini, Titiaan, de familie Vivarini, Giorgione, Jacopo Bellini, Paris Bordone, Paolo Veronese, Tintoretto, El Greco, Moretto da Brescia